# Catenae di Callisto
Segue una lista delle catenae presenti sulla superficie di Callisto. La nomenclatura di Callisto è regolata dall'Unione Astronomica Internazionale; la lista contiene solo formazioni esogeologiche ufficialmente riconosciute da tale istituzione.
Le catenae di Callisto portano i nomi di fiumi, valli e burroni legate alle popolazioni nordiche.

## Prospetto
| Catena            | Eponimo | Latitudine | Longitudine | Diametro |
| ----------------- | --- | ---------- | ----------- | -------- |
| Eikin Catena      | Ækin - Uno degli Élivágar, i fiumi cosmici della mitologia norrena: quello che va.                             | 8,9° S     | 15,5° W     | 223,1 km |
| Fimbulthul Catena | Fimbulþul - Uno degli Élivágar, i fiumi cosmici della mitologia norrena: quello del vento magicamente potente. | 8,2° N     | 64,8° W     | 287 km   |
| Geirvimul Catena  | Geirvimul - Uno degli Élivágar, i fiumi cosmici della mitologia norrena: quello zampillante con lance.         | 48,9° N    | 347,2° W    | 113,1 km |
| Gipul Catena      | Gipul - Uno degli Élivágar, i fiumi cosmici della mitologia norrena: quello mormorante.                        | 68,5° N    | 54,2° W     | 641 km   |
| Gomul Catena      | Gömul - Uno degli Élivágar, i fiumi cosmici della mitologia norrena: quello antico.                            | 35,5° N    | 47,1° W     | 342,6 km |
| Gunntro Catena    | Gunnþrá - Uno degli Élivágar, i fiumi cosmici della mitologia norrena: quello minaccioso di battaglia.         | 19,5° S    | 343,1° W    | 149 km   |
| Sid Catena        | Síð - Uno degli Élivágar, i fiumi cosmici della mitologia norrena: quello lento.                               | 49,2° N    | 103,9° W    | 81,4 km  |
| Svol Catena       | Svöl - Uno degli Élivágar, i fiumi cosmici della mitologia norrena: quello fresco.                             | 10,6° N    | 37,2° W     | 161 km   |